# Charlotte Checkers (1993–2010)
Charlotte Checkers var ett amerikanskt ishockeylag som var baserat i Charlotte, North Carolina och spelade i East Coast Hockey League/ECHL mellan 1993 och 2010. De tog sig till slutspel 13 av 17 säsonger och för säsong 1995-1996 gick de hela vägen och erövrade slutspelspriset Riley Cup (idag Kelly Cup).
I början av 2010 meddelade Checkers att de skulle lägga ner sin verksamhet efter säsongen 2009-2010 efter det blev bekräftat att deras ägare Michael Kahn hade förvärvat AHL-laget Albany River Rats och där man hade för avsikt att omlokalisera det till Checkers hemmatrakter. Det nya laget fick just namnet Charlotte Checkers.